# Suio
Suio is een plaats (frazione) in de Italiaanse gemeente Castelforte.